# Келпенець
Келпенець (пол. Kiełpieniec) — село в Польщі, у гміні Гостинін Ґостинінського повіту Мазовецького воєводства.
Населення — 173 особи (2011).
У 1975-1998 роках село належало до Плоцького воєводства.

## Демографія
Демографічна структура станом на 31 березня 2011 року:
|          | Загалом | Допрацездатний вік | Працездатний вік | Постпрацездатний вік |
| -------- | ------- | ------------------ | ---------------- | -------------------- |
| Чоловіки | 88      | 27                 | 55               | 6                    |
| Жінки    | 85      | 11                 | 53               | 21                   |
| Разом    | 173     | 38                 | 108              | 27                   |